# Гінекологія

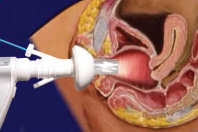
Окуляр для оглядин вагіни з повітряною компресією та освітленням, у моделі вагіни

Гінеколо́гія (від грец. γυναίκα — «жінка» і λόγος — «вивчення») — галузь медицини, що вивчає анатомію, захворювання та гігієну жінок, насамперед, захворювання жіночої репродуктивної системи.
Найтіснішим чином гінекологія пов'язана з акушерством, що вивчає явища, пов'язані з вагітністю та пологами, від запліднення до кінця післяпологового періоду. Тісно гінекологія пов'язана з хірургією та іншими галузями практичної медицини. Але сексуальність жінки настільки складна та пов'язана з усіма системами організму, що гінекологія передбачувано виокремилась у самостійну науку. Оскільки, на жаль, багато захворювань притаманні лише жіночому організму всіх вікових груп.
Професійна компетенція лікарів-гінекологів охоплює допомогу при таких групах захворювань, як:
- гінекологічні захворювання запального характеру (ХПСШ, аднексит, цервіцит, ендоцервіцит, вульвіт) — виникають внаслідок дії патогенних організмів специфічних або неспецифічних форм;
- гінекологічні захворювання, викликані порушенням ендокринної системи — порушення гормональних функцій та роботи генітальних залоз;
- гіперпластичні, дистрофічні та пухлинні захворювання (міоми, фіброми, фіброміоми, кісти) — пухлини та новоутворення в жіночих статевих органах (серед яких найнебезпечніші раки молочної залози, матки, шийки матки, яєчників тощо).
- менструальні розлади, патологічна секреція, біль, порушення сексуальної функції;
- спостереження під час всього періоду вагітності — акушерство. Більшість лікарів-гінекологів також є акушерами. Лікар займається моніторингом розвитку плоду та контролює загальний стан здоров'я вагітної жінки. Своєчасний контроль виявляє порушення на ранніх стадіях.

## Історія

### Стародавні часи
Гінекологія як окрема галузь медицини існує з давніх часів. Перші спогади про неї знайдені в стародавніх рукописах Індії, Древнього Єгипту, Греції, а також в «Лікарських порадниках» наших предків.
За князівства у Київській Русі Ярослава Мудрого гінекологія набуває розвитку, як i всі інші медичні науки, у рамках емпіричних спостережень.
Ібн-сіна (980—1037) у праці «Канон лікарської науки» описав багато жіночих хвороб та можливих методів їх лікування.
У роботах Гіппократа (460—377 рр. до н. е.) є розділ «Про жіночі хвороби». Він описує симптоми та діагностику зміщення та запалення матки і вагіни, радить деякі хірургічні втручання — видалення пухлини з матки щипцями, ножем та розпеченим залізом. При виборі методів терапії Гіппократ не лише застосовував місцеве лікування, а й вважав необхідним впливати на весь організм.
У I—II вв. н. е. римський хірург і акушер Архівен вперше застосував при обстеженні вагіни і шийки матки дзеркало, назване ним діоптра. Гінекологічні дзеркала і інші хірургічні інструменти виявлені при розкопках давньоримських міст Помпеї і Геркуланум, похованих під попелом вулкана Везувію в 79 рр. н. е.
Перший у світі медичний твір, написаний жінкою, трактат під назвою «Алімма» (з грецької «Мазі»), створила візантійська цариця Зоя (Євпраксія), внучка Володимира Мономаха, в 30-х роках XII століття. Праця містила виклад гігієни сексуальних стосунків, періоду вагітності та пологового періоду.

### Середньовіччя
У Середні віки гінекологія потрапила під вплив містицизму та забобонів. Християнська церква та духовенство вважали, що жіночі хвороби — це наслідок гріховності праматері Єви, та здебільшого лікування зводилось до молитов та читання святих писань. Як результат, хвора почувалася гірше, що, в традиціях епохи, могло трактуватися як ознака надзвичайно серйозної гріховності, з якою не можуть впоратися навіть святі. Тож розвиток гінекології призупинився, і лише з епохи Відродження лікарі почали збирати матеріал. Саме в ці часи гінекологія відділилася від акушерства в окрему галузь хірургії.

### Відродження
Справжня наукова гінекологія почала розвиватися лише в епоху Відродження. Чималий вплив на цей процес мала арабська медицина, яка на той момент у багатьох областях була розвиненішою за європейську. В деяких областях арабського світу деколи навіть дозволялося навчання лікарок, що сприяло розвитку гінекології.
Француз Амбруаз Паре (1516—1590) повернув акушерству забуту операцію «повороту плода на ніжку», ввів у широку практику гінекологічні дзеркала та організував при паризькому госпіталі Hotel-Dieu перше пологове відділення і першу в Європі акушерську школу.
Італійський анатом Габріеле Фаллопіо (1523—1562) вперше вказав, що вагіна є окремим від матки органом. Дуже ретельно описав фаллопієві труби, які назвав маточними. Точно описав анатомію круглих маточних зв'язок, а в яєчниках спостерігав «пухирці або з водянистим, або з жовтуватим, або з мутним вмістом», тобто фолікули та жовті тіла. Першим використав термін «плацента».
Перший в Західній Європі підручник «Про жіночі хвороби» написаний 1579 р. професором Л. Меркадо (м. Толедо, Іспанія). Француз Франсуа Морісо (1637—1709) написав порадник «Про хвороби вагітних жінок» («Traite des maladies des femmes grosses et accouchees», 1668 р.), запропонував декілька нових акушерських операцій та інструментів.
І все ж остаточно гінекологія відокремилась від містики і забобонів лише в XVIII—XIX ст. Саме з цього часу і починається її бурхливий розвиток та вдосконалення.

### Нові часи. Відродження науки
Перелік головних досягнень та важливих відкриттів гінекології в ці часи дуже насичений. З акушерів, що попрацювали для гінекології в першій половині століття, особливо видається Кілліан, проф. в Бонні, що народився в 1800 р., автор посібника з оперативного акушерства, до якого увійшла і оперативна гінекологія.
В 1809 році американський гінеколог та хірург Ефраїм Макдауел провів першу оваріотомію (видалення яєчників).
З 1818 р. винайдене Ж. Рекам'є рукавне циліндричне дзеркало, що використовується донині. Французькі хірурги Ж. Лісфранк (1790—1847 рр.) та Мельє вказали на способи внутрішньоматкових вприскувань.
Лісфранк довів можливість повної ампутації шийки матки.
Спенсер Вельс в Лондоні запропонував матковий зонд і заснував внутрішньоматкову механургію.
Батько американської гінекології — хірург Джеймс Меріон Сімс, зробив до 1882 року 1071 операцій оваріотомії та розробив метод лікування гінекологічної фістули. За наявними даними, Сімс практикував операції на чорних рабинях без анестезії, оскільки темношкірі жінки не вважались людьми.
Франц Ківіш (1814—1852) вперше описав повну клінічну та паталого-морфологічну картину фіброми. Його «Посібник з акушерства» донині є основою сучасної гінекології. Істотні дослідження викладені в роботі «Посібник по патології та терапії жіночих хвороб».
Німець Фрідріх Сканцоні (1821—1891) розробив «Посібник по акушерській клініці».
До середини XIX ст. починають відкриватися перші гінекологічні клініки і перші медичні навчальні заклади. У Росії П. З. Кондоїді (1710—1760) домігся відкриття «баб'ячих» шкіл для підготовки акушерок та взяття на облік усіх повивальних бабок (акушерок).
Нестор Амбодик-Максимович (1744—1812), вихованець Києво-Могилянської академії, засновник наукового акушерства та викладач у Пітерській «баб'ячій школі», професор повивального мистецтва. Почав застосовувати акушерські щипці, уперше виконав ряд складних операцій. Його основна праця «Мистецтво повивання, або наука про баб'ячу справу» присвячена підготовці акушерок. Вперше в історії акушерства запровадив метод викладання на фантомі.

## Гінекологія в Україні
В Україні гінекологія почала свій розвиток з утворення у 1805 кафедри повивального мистецтва при Харківському університеті, у 1829 р. вже була організована клініка на 4 ліжка.
У 1841 р. при медичному факультеті Київського університету було організовано першу кафедру акушерства і жіночих хвороб на базі жіночого притулку.
О. П. Матвєєв (1816—1882), основоположник українського акушерства, організатор гінекологічної служби в Україні і засновник першої кафедри акушерства і гінекології Київського університету.
І. П. Лазаревич у 1869 р. створив повивальний інститут, який готував акушерок. Акушерство та гінекологія стали розвиватися на науковій основі, прийняли фізіологічний напрямок, що своєю чергою сприяло удосконаленню практичного акушерства. Іван Лазаревич провів першу в Україні оваріотомію. На виставці в Лондоні (1873 р.) за створення «Атласу гінекологічних та акушерських інструментів» і прямих акушерських щипців був нагороджений золотою медаллю.
Григорій Писемський (1862—1937) уперше досконало вивчив автономну нервову систему матки, розробив ряд нових методик операцій на фаллопієвих трубах, перший запропонував знеболювання пологів за допомогою фармакологічних засобів.
Валентин Грищенко (1928—2011), досліджував проблеми гестозів вагітних, слабкості пологової діяльності, антенатальної охорони плода. Засновник використання кріотерапії в акушерстві-гінекології, під його керівництвом успішно вивчена проблема екстракорпорального запліднення. Перша дитина в Україні народилась після запліднення in vitro саме в Харкові.

## Досягнення гінекології ХХ століття
У ХХ ст. винайдено та впроваджено асептику, антисептику, анестезію, антибіотики, застосовано гемотрансфузію, завдяки яким значно зменшилась материнські захворюваність та смертність від кровотеч та інфекційних ускладнень.
- Винайдено ендоскопію, а також лапароскопію та гістероскопію. Російський гінеколог Д. О. Отто у 1901 р. вперше використав цей метод, але відтоді він серйозно був вдосконалений, розроблені спеціальні інструменти і пристосування, що дозволяють проводити більшість операцій за допомогою малоінвазивного методу (досить 2-3 проколів у передній черевній стінці). Гістероскопія дозволяє оглянути порожнину матки зсередини, поставити точний діагноз внутрішньоматкової патології і зробити відповідну лікувальну маніпуляцію.
- Виділено та синтезовано жіночі статеві гормони, завдяки чому в 60-х почався промисловий випуск гормональних препаратів. Стартувала нова ера лікування порушень гормональної системи жінок: контрацепція, подолання безпліддя, корекція менструальних розладів, лікування репродуктивних пухлин.
- Винайдено екстракорпоральне запліднення, що надає жінкам можливість мати дітей жінкам з формами безпліддя, які раніше вважалися безнадійними.
- Розроблено сучасні високоточні неінвазивні методи візуалізації внутрішніх органів — УЗД, МРТ.
- Синтезовано антибіотики, які дозволили лікувати бактеріальні інфекції, в тому числі викликані запаленням органів сечостатевої системи. Паралельно були розроблені методики високочутливої та специфічної діагностики інфекцій.

## Гінекологічний огляд

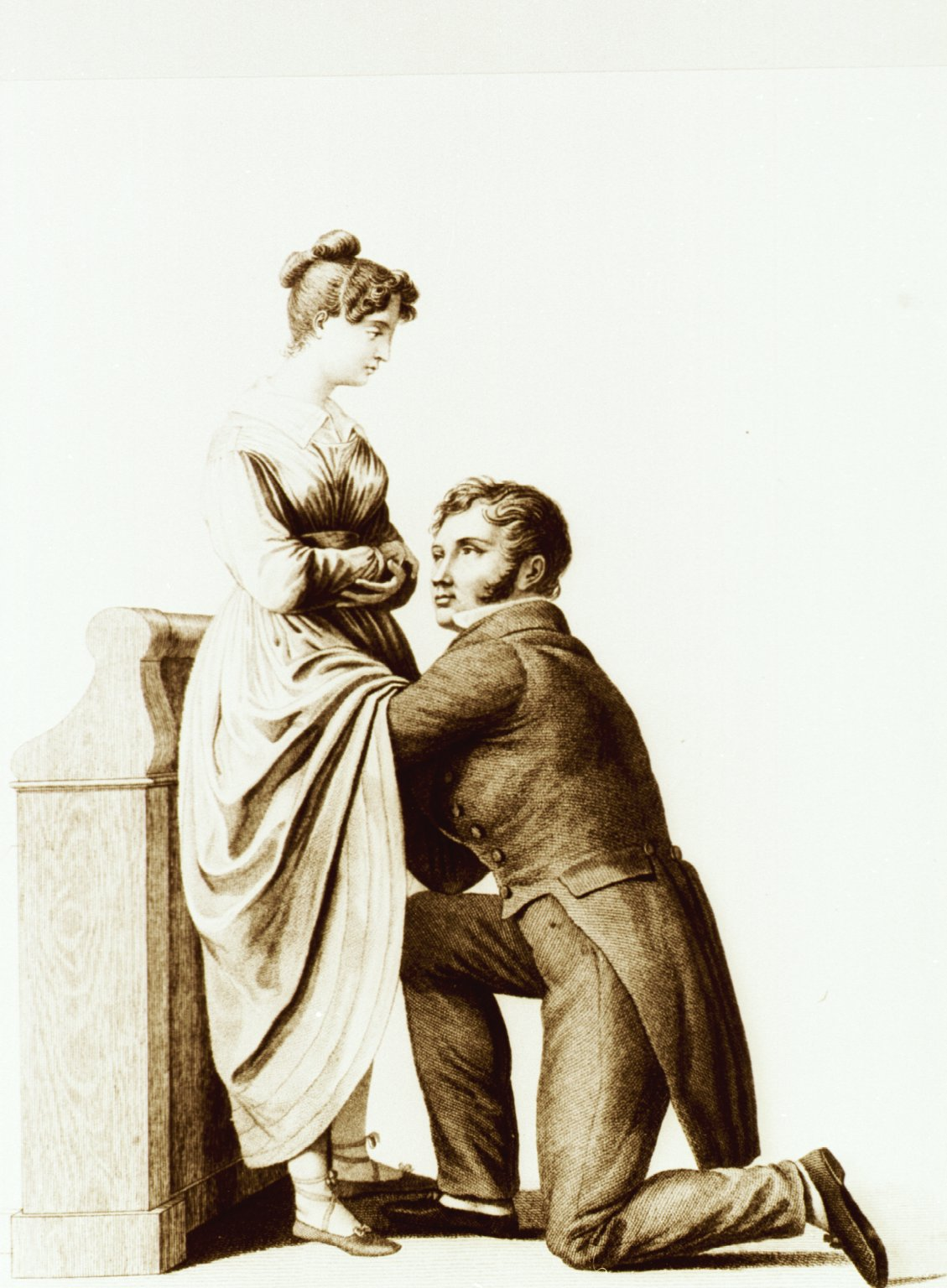
Історично сформовані табу, пов'язані з розгляданням жіночих геніталій, багато століть придушували гінекологію як науку. Своєрідний «компроміс», коли гінеколог оглядає пацієнтку, не дивлячись на її пах.

Гінекологічні огляди, введені в медичну практику з розвитком гінекології, допомагають вчасно виявляти порушення або вроджені хвороби жіночої статевої системи.
Профілактичний огляд рекомендується 1-2 рази на рік кожній жінці. Уперше проводиться у 14—16 років, в настання статевої зрілості. Дівчатам, які ще не почали сексуального життя, рекомендовано лише зовнішній огляд та ультразвукове обстеження, без вагінального огляду з гінекологічним розширником. Для жінки, яка займається сексом, щорічний огляд обов'язковий.
Гінекологічні огляди не проводять під час менструацій. Напередодні рекомендується утриматися від коїтусу, використання тампонів, спреїв та свічок. Перед оглядом необхідно вимити вульву чистою теплою водою та випорожнити сечовий міхур.
Огляд проходить у спеціальному гінекологічному кріслі. Розрізнюють зовнішній та внутрішній огляд. Під час першого лікар оглядає і пальпує молочні залози, оцінює стан вульви, наявність виділень зі статевих шляхів, висипок на геніталіях.
Під час внутрішнього гінекологічного огляду проводять обстеження вагіни та шийки матки вагінальним розширником (гінекологічне дзеркало). Наразі аптеки пропонують гінекологічні набори, які містять одноразовий розширник, щіточку для взяття мазка, гінекологічний шпатель, ватний аплікатор, рукавички, бахіли та пелюшку. Дзеркалом лікар(ка) розширяє вагінальний отвір, що уможливлює візуальне обстеження внутрішніх геніталій. Для оцінки кількості лейкоцитів і бактерій (нормальної та патологічної мікрофлори) береться мазок на мікрофлору. Обов'язково проводиться зішкріб епітелію маткової шийки для цитологічного аналізу (після чого можливі незначні кров'янисті виділення протягом дня): цей тест інформує про вірус папіломи людини та дозволяє попередити рак шийки матки. Вийнявши розширник, лікар руками у рукавичках проводить внутрішній огляд, пальпуючи через вагіну матку з матковими трубами.
Особливостями гінекологічного огляду вагітних жінок є обов'язкове виявлення маткового тонусу або кров'янистих виділень при загрозі викидня. Під час вагітності регулярне відвідування гінеколога обов'язкове: у першу половину вагітності раз на місяць, з 28—29 тижня — раз на два тижні, а з 36 тижня рекомендовані щоденні відвідування гінеколога. Обов'язкові огляди проводяться при постановці на облік, на 30 тиждень та перед пологами. Додаткові огляди рекомендовано у випадку ризику викидня або інфекційних ускладнень.